# Kaare R. Skou
Kaare Richardt Skou (født 30. december 1947 i Lille Torøje) er en dansk journalist og tidligere politisk redaktør på TV 2 Nyhederne.
Han har arbejdet med det politiske stofområde på Christiansborg for TV 2 siden 1989.
I begyndelsen af sin journalistiske karriere var han ansat på Sjællands Tidende, Københavns Radio og Radioavisens politiske redaktion.
I dag er han en efterspurgt foredragsholder og har skrevet flere bøger om Folketinget og den politiske historie, bl.a. Politiske perler (2001), Dansk Politik A-Å Leksikon (2005) og den omfattende politiske historiefortælling Land at lede fra (2008).
I sommeren 2006 blev Anders Krab-Johansen, der kom fra en stilling på Dagbladet Børsen, leder af TV 2s redaktion på Christiansborg, mens Kaare R. Skou fortsatte som almindelig politisk reporter på TV 2 Nyhederne, hvor han sammen med Anders Krab-Johansen står for den politiske analyse.